# Jokohama F. Marinos
A Jokohama F. Marinos (japánul: 横浜F・マリノス, hepburn-átírásban: Yokohama Efu Marinosu) egy japán labdarúgóklub, melynek székhelye Jokohamában található. A klubot 1972-ben alapították Nissan Motors FC néven és a J. League Division 1-ben szerepel.
A japán bajnokságot 5 alkalommal nyerte meg, kétszeres Kupagyőztesek Ázsia-kupája győztes (1992, 1993). 
Hazai mérkőzéseit a Nissan Stadionban játssza. A stadion 72 327 fő befogadására alkalmas. A klub hivatalos színei a kék-fehér-piros.
A csapat főtámogatója a Nissan autógyár. A nevében található Marinos tengerészt jelent spanyolul.

## Sikerlista
- Japán bajnok (5): 1988–89, 1989–90 (JSL), 1995, 2003, 2004
- Kupagyőztesek Ázsia-kupája (2): 1991–92, 1992–93

## Ismert játékosok
| - Ihara Maszami - Dzsó Sódzsi - Kavagucsi Josikacu - Omura Norio - Macuda Naoki - Nakazava Júdzsi - Nakamura Sunszuke - Szaitó Manabu - Hato Jaszuhiro - Kimura Kazusi - Kubo Tacuhiko - Kurihara Júzó - Macunaga Sigetacu - Mizunuma Takasi - Nakanisi Eiszuke - Oku Daiszuke | - Szakata Daiszuke - Tanaka Hajuma - Ueno Josiharu - Vatanabe Kazuma - Jamasze Kódzsi - Alberto Acosta - Ramón Díaz - Néstor Gorosito - Ramón Medina Bello - Gustavo Zapata - Julio César Baldivieso - Goran Jurić - Dušan Petković - Andoni Goikoetxea - Julio Salinas |